# Sozio-kulturelle Geburt
Der Begriff „zweite, sozio-kulturelle Geburt“ bezeichnet ein in der Soziologie verwendetes Konzept, das nach der natürlichen Geburt ein vielmonatiges Frühstadium des Säuglings annimmt, an dessen Ende er erst soziokulturell 'zur Welt kommt'. Man spricht dabei auch von der Entwicklung zu einer soziokulturellen Persönlichkeit.
Eingeführt in die Sozialwissenschaften wurde der Begriff von René König.
Nach dem Zoologen Adolf Portmann ist der Mensch – im Vergleich zu anderen Primaten – eine „habituelle Frühgeburt“ und braucht ein knappes Jahr (das „extra-uterine Frühjahr“) im 'sozialen Mutterschoß', um unumgängliche soziale Überlebensfähigkeiten zu gewinnen.
Erst in dieser Periode der Humanisation, die im Anschluss an Portmann von René König und Dieter Claessens soziologisch untersucht wurde, kann der Mensch ein Urvertrauen zu Mitmenschen gewinnen, ohne das er ein bindungsunfähiger emotionaler Krüppel bliebe – falls er diese Phase überhaupt überleben sollte. Wichtig für die Zuwendung zu seiner sozialen Umwelt ist die Anregung der Sinne durch angenehme Körperkontakte, vertraute Stimmen, bildhafte und interpretierte Eindrücke und das Erlernen der Sprache. Deswegen braucht er in dieser Zeit unbedingt eine „Dauerbezugsperson“, die ihm emotionale Sicherheiten vermittelt.
Dauerpflegepersonen müssen nicht unbedingt die leiblichen Eltern sein, obwohl Akteure mit Mutter- und/oder Vaterliebe nächstliegende 'sozio-kulturelle Geburtshelfer' sind. Gefährdet sind daher vor allem Waisen in Waisenhäusern, Heimkinder, aber auch vernachlässigte Kinder in der Kernfamilie. Es kann bei ihnen zu Teilnahmslosigkeit, Weinerlichkeit, Anklammern, dann Aggressivität, Depressivität, Ernährungsstörungen und Verzögerungen bei der Intelligenzentwicklung und beim Erwerb der Sprache kommen; extreme Folgen sind Hospitalismus, Marasmus und Tod.